# Nothobranchius kirki
Nothobranchius kirki é uma espécie de peixe da família Aplocheilidae.
É endémica do Malawi.
Os seus habitats naturais são: lagos de água doce e marismas intermitentes de água doce.